# Roberto Echeverría
Roberto Echeverría (Roberto Carlos Echeverría Boutaud; * 23. Februar 1976 in Cunco, Región de la Araucanía) ist ein chilenischer Langstreckenläufer.
Bei den Crosslauf-Weltmeisterschaften 2006 in Fukuoka kam er auf der Kurzstrecke auf Rang 84 und auf der Langstrecke auf Rang 88. 2007 gewann er den Halbmarathonbewerb des Santiago-Marathons mit der Landesrekordzeit von 1:04:04 h und den Maratón Santiago Oriente in 2:16:05 h.
2008 qualifizierte er sich mit einem Sieg beim Santiago-Marathon für den Marathon der Olympischen Spiele in Peking, bei denen er auf dem 49. Platz einlief.
Im Jahr darauf wurde er südamerikanischer Meister im Crosslauf. 2013 kam er beim Santiago-Marathon auf den siebten Platz. Bei den Panamerikanischen Spielen 2015 nahm er am Marathon teil, erreichte aber nicht das Ziel.

## Persönliche Bestzeiten
- Halbmarathon: 1:04:04 h, 1. April 2007, Santiago de Chile
- Marathon: 2:15:37 h, 6. April 2008, Santiago de Chile